# Комацу Лимитид
Комацу Лимитид (на японски: 株式会社小松製作所) е японски концерн за проектиране и производство на селскостопанска, транспортна, строителна, минно-добивна и военна техника, производство на индустриално оборудване и машини, като преси, индустриални лазери и модули. Седалището на компанията е в Токио, Япония, въпреки че името е взето от град Комацу, провинция Ишигава, където е учредено дружеството.
Комацу е вторият в света по големина производител на строителна техника и минно оборудване след Катерпилар. Въпреки това, в някои географски региони (Япония, Китай, Близкия изток), Комацу има по-голям дял от своя конкурент. Комацу има сериозни производствени дейности в Япония, Азия, Северна и Южна Америка и Европа.

## История
Компанията е основана през 1917 година в град Комацу, Япония, от предприемача Меитаро Такеути, като първоначално представлява просто работилница.
Под името „Komatsu Iron Works“, фирмата произвежда оборудване за въгледобивната промишленост, предимно за Takeuchi Mining Co. Малко по-късно, вследствие на разрастването на компанията и увеличаващите се поръчки, на 13 май 1921) са създадени и други дивизии на фирмата, като такива за строителство, недвижи имоти и перевоз на товари, формирайки ООД.
През годините Комацу произвеждат различни видове качествени пътно-строителни машини и оборудване (булдозери, екскаватори, челни товарачи и мн. други), транспортни машини, тръбопоставящи машини, машини за дърводобивната, минната, строителната, селскостопанската и др. промишлености.
Комацу представя своя първи прототип за селскостопански трактор през 1931 година. През 1930 година Комацу започва и производство на трактори за японската армия, а също така и булдозери, танкове и гаубици.
След Втората световна война, Komatsu добавят в своята производствена гама, невоенни булдозери през 50-те години на ХХ век. Непрекъсното увеличаващите се поръчки за такава техника, е подпомогнато от силното търсене на булдозери при възстановяването на Япония в следвоенните години. От 1957 година компанията вече е достатъчно технологично напреднала, като вследствие започва да разработва и произвежда двигатели, които се използват за захранване на произвежданата от нея техника.
Комацу започна да изнася продукти през 60-те, опитвайки се всячески да се противодейства на образа изграден по света за следвоенните японски продукти, за които се смятало, че са евтини и недобре направени, и навлиза на пазара в САЩ през месец юли 1967 г., като конкуренти на Катерпилар, произвеждащ най-големият булдозер в света, в домашния им пазар, нещо което е наредено от ръководигеля на компанията Йошинари Каваи.
По-късно Комацу и компанията „Dresser Industries“, създават съвместна компания – „Komatsu Dresser“, като в резултат започват да се произвеждат трактори и свързаното с тях прикачно оборудване. Това обединение (двете компании притежават 50 – 50 собственост), продължава от септември 1988 до август 1994 г., когато Комацу изкупува акциите на своя партньор, като машините произвеждани след това са консолидирани под името „Комацу Минни Системи“, през 1997 година.
Компанията има 22 завода по света, а за нея работят над 33 000 служители.

## Продуктова гама
- Комацу произвежда най-големият булдозер в света, Комацу D575;
- През 2008 г. започва производството на PC200-8 „Хибрид“ – багер действащ на 360°, който съхранява и използва енергията от спирачното усилие, като по този начин увеличава мощността на машината и намалява разхода на гориво;
- Комацу 830E – 250 тонни минни камиони;
- Комацу 930E – 320 тонни свръхтежки камиони за минната промишленост (предишно наименование „Haulpak“ 830E)
- Комацу 960E – 360 тонни камиони.

## Продукция
- Багер Комацу 210
- Коматсу WA 470